# Научный журнал
Научный журнал (рецензируемый или реферируемый научный журнал) — журнал, в котором присылаемые статьи перед публикацией представляются на рецензирование независимым специалистам, которые обычно не входят в состав редакции журнала и ведут исследования в областях, близких с тематикой статьи. Научный журнал является одной из главных составляющих научной литературы. Рецензирование материалов выполняется для того, чтобы постараться оградить читателей от методологических ошибок или фальсификаций. Печати в научном журнале может предшествовать печать препринта.
Во многих странах, в том числе в России, научные журналы проходят аттестацию в правительственных или общественных организациях (в России эти функции выполняет Высшая аттестационная комиссия, ВАК).

## История
Первым научным журналом считается французский «Журналь де саван» (фр. Journal des savants), который начал издаваться в Париже в 1665 году. Позже подобные журналы начали издаваться и в других странах мира. В. Ошаган считает первым армянским научным журналом «Базмавеп» издаваемый в Венеции с 1843 года.
Считается, что практику предварительного рецензирования присылаемых для публикации научных рукописей независимыми экспертами ввёл в обиход Генри Ольденбург.
Научные журналы обычно публикуются в бумажном виде, однако в последнее время наметилась устойчивая тенденция по переносу их на электронные носители, в частности в Интернет.

## Научные статьи
После получения рукописи статьи редактор журнала определяет, следует ли сразу от неё отказаться или же начать процесс экспертной оценки. В последнем случае рукопись становится предметом рецензирования внешними учёными по выбору редактора, которые обычно (но не всегда) остаются анонимными. Число этих рецензентов зависит от редакционной практики каждого журнала. Редактор использует мнения рецензентов для принятия решения о том, опубликовать ли статью, вернуть её автору (авторам) на доработку, либо отклонить её публикацию. Прежде чем принятые статьи появятся в печати, они могут быть подвергнуты редактированию (иногда значительному) редакцией журнала. Научные статьи, в которых изложено эмпирическое исследование, как правило, написаны в формате IMRAD.

## Ранжирование
Престиж научного журнала устанавливается в течение долгого времени, он отражает влияние многих факторов, не все из которых могут быть выражены количественно.
В естественных науках и в «количественных» социальных науках импакт-фактор является удобным показателем, измеряющим число ссылок (цитирований) за год на статьи, опубликованные в журнале за предшествующий период (обычно за два предшествующих года). Есть и другие количественные факторы для оценки, такие как общее количество цитирований, быстрота появления цитирований, средний «период полураспада» статей, то есть когда они больше не цитируются. Дискутируется также вопрос, может ли какой-либо количественный фактор отражать истинный престиж журнала. Журналы по естественным наукам классифицируются и ранжируются по «Индексу научного цитирования», а журналы по общественным наукам — по «Индексу цитирования в общественных науках».
В англо-американских гуманитарных науках нет традиции (такой как в естественных науках) определения импакт-факторов, которые можно использовать в оценке престижа журнала. Европейский научный фонд недавно сделал шаги, чтобы исправить эту ситуацию, в результате чего опубликованы предварительные списки для ранжирования научных журналов в области гуманитарных наук.

## Издательства
Многие научные журналы субсидируются университетами или производственными организациями. Некоторые из них принимают рекламу, а также получают плату от авторов статей для оплаты издержек производства (последнее особенно распространено в США). С другой стороны, некоторые научные журналы выпускаются коммерческими издательствами, которые получают прибыль, взимая плату за подписку с физических лиц и библиотек. Они могут также продавать подборки журналов со статьями по определённой конкретной тематике и используют ряд других методов для увеличения прибыли.
В крупных журналах есть оплачиваемый персонал ассистентов редактора. Выпуск журналов обычно делается платными сотрудниками редакции.

## Критика системы рецензирования
Предпринимались попытки проверить систему рецензирования путём предоставления явно бессмысленных статей, написанных научным языком. Успешные попытки такого рода принадлежат компьютерной программе SCIgen — несколько статей, сгенерированных случайным образом, были приняты к публикации в американском, иранском и российских журналах. В России в 2008 году широкую известность получила статья «Корчеватель: Алгоритм типичной унификации точек доступа и избыточности», составленная с подачи коллектива газеты «Троицкий вариант» во главе с М. С. Гельфандом с применением упомянутой выше программы-генератора квазинаучных англоязычных текстов, и переведённая машинным переводчиком, которая затем была принята к публикации в журнале «Журнал научных публикаций аспирантов и докторантов», входившим в то время в список признанных государством научных журналов.
В 2014 году только издательства Springer и IEEE удалили 120 «научных» статей, сгенерированных SCIgen и опубликованных в их научных журналах с 2008 по 2013 годы. Публикации программы попали на 30 различных научных конференций. В апреле 2010 года автор SCIgen сгенерировал 102 фальшивые статьи и опубликовал их от имени вымышленного автора Айка Анткаре (англ. Ike Antkare). Публикации попали в базу Google Scholar, а индекс цитирования для Анткаре вскоре вырос до 94 баллов, что сделало виртуального персонажа на тот момент 21-м по цитируемости учёным в мире.
Критике публикации научных журналов подвергаются вплоть до таких изданий, как Nature, Science, Cell. Так, по заявлению лауреата Нобелевской премии Рэнди Шекмана «репутация „Больших журналов“ оправдана лишь частично, потому что на самом деле они публикуют не только выдающиеся работы и не только они публикуют выдающиеся». Также по его словам, редакторы часто публикуют работы, которые «могут пустить волну» и привлечь внимание к привлекательной теме. Скандалом назвали публикацию в конце ноября 2013 года расследования в Science о «черном рынке» научных статей в Китае, где исследователи обнаружили 27 компаний, которые предлагают широкий спектр услуг — от перевода и редактирования оригинального текста до освобождения клиента от необходимости писать что-либо вообще. Данную ситуацию с научными журналами связывают с тем, что научная степень или публикации в престижных журналах дают человеку дополнительные возможности, облегчают получение званий и грантов и др. Альтернативой данной критике является публикация статей в журналах открытого доступа. Параллельно развивается и так называемое «научное пиратство» — незаконное предоставление доступа к научным статьям для всех желающих в обход платной подписки, которую могут позволить себе далеко не все учёные (особенно это касается развивающихся стран).

## Новые направления
Интернет произвёл революцию в производстве научных журналов и доступе к ним, их содержимое теперь доступно в режиме онлайн через услуги подписки в академических библиотеках. Отдельные статьи хранятся в тематически индексируемых базах данных, найти их можно через поисковые системы, такие как Google Scholar. Некоторые из самых маленьких, узко специализированных журналов подготавливаются в домашних условиях или в отделах академических институтов, и доступны они только по сети в режиме онлайн, такая форма публикаций иногда имеет формат блога.
В настоящее время наблюдается движение, поощряющее публикации в формате открытого доступа. Можно опубликовать работу в журнале с открытым доступом, который не взимает плату за подписку, будучи или субсидируемым, или финансируемым авторами публикуемых статей. Коммерческие издатели экспериментируют с моделями открытого доступа, но одновременно пытаются защитить свои доходы от подписки.
Также новым направлением являются электронные журналы со статьями, которые кроме текстового описания содержат ещё и видео проведённого исследования. Примерами научных журналов такого типа являются «Journal of Visualized Experiments» и «Видеонаука».

## Сайт журнала
Согласно требованиям международных систем цитирования, научный журнал должен иметь свой сайт, который должен быть обособленным, то есть на тех страницах, на которых размещена информация о журнале не должно быть другой информации, например, рекламы или блоков, посвященных университету или научному институту, на базе которого издаётся журнал. На сайте должны быть размещены сведения о международном, редакционном и т. п. совете, редакционной коллегии. Требуются страницы с описанием редакционной политики, этики научных публикаций и др. Должна быть создана «инфраструктура журнала».